# Jack London
Jack London, vlastním jménem John Griffith Chaney (12. ledna 1876 San Francisco, Kalifornie – 22. listopadu 1916 Glen Ellen, Kalifornie) byl americký spisovatel, novinář, reportér a esejista. Psal o široké škále témat a problémů. Proslavil se především svými dobrodružnými romány Volání divočiny, Bílý tesák a Mořský vlk a autobiograficky ovlivněným románem Martin Eden.
Od mládí žil dobrodružným životem. Byl námořníkem, zlatokopem, členem pobřežní rybářské hlídky i pirátským lovcem ústřic. Procestoval celé Spojené státy americké jako tulák – hobo. V době zlaté horečky na Klondiku se vydal na Aljašku, kde sice nezbohatl, ale později využil zkušeností ze severu ve svých povídkách a knihách. Psal námořní povídky, povídky a romány z aljašské přírody a podobně drsných prostředí lidské civilizace. Byl socialistou, členem socialistické strany a odborů a své názory zahrnul do knih se sociální tematikou, jako je například Železná pata. Stal se i válečným zpravodajem v Rusko-japonské válce. Jako novinář referoval o životních podmínkách a krizích, které také fotograficky zachytil na celkem 12 000 fotografiích. V knihách Jacka Londona hrdinové objevují nové světy, setkávají se s mimořádnými situacemi a těžkostmi, musí projevit velkou sílu, aby dosáhli svého cíle nebo přežili.

## Život

### Mládí

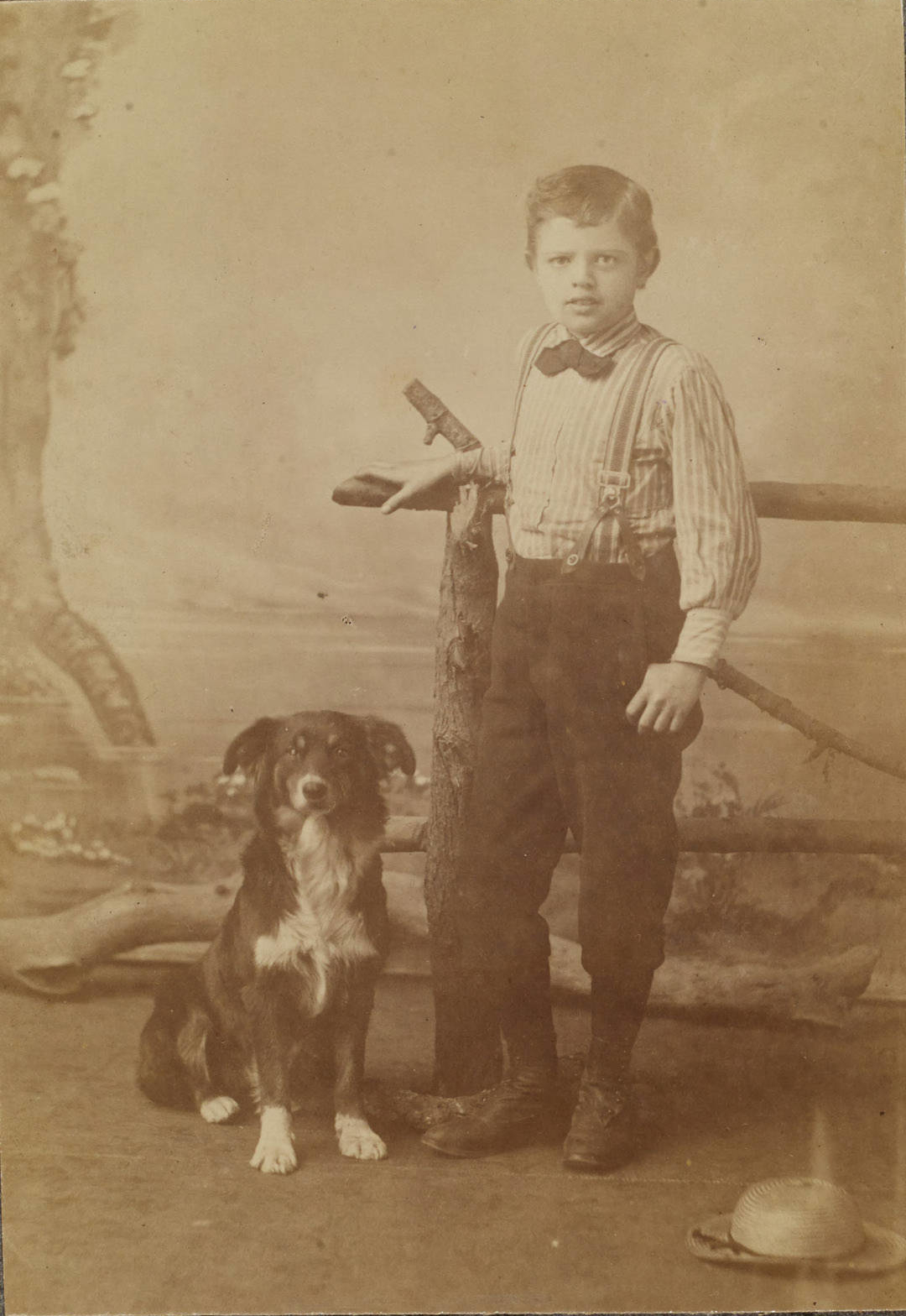
Devítiletý Jack London se svým psem, 1885

Jack London se narodil 12. ledna 1876 svobodné matce Floře Wellmanové, jméno otce není spolehlivě určeno. Mohlo by se jednat o astrologa Williama Chaneyho, se kterým Wellmanová určitý čas žila v San Franciscu. On se však nikdy k otcovství nepřihlásil a odmítl pozdější Londonův pokus o jeho uznání. Matka byla nervově labilní a nejdůležitější osobou Londonova dětství byla bývalá otrokyně, černoška Virginie (Jennie) Prentissová, která o něho pečovala i v době, kdy byla matka provdána za Johna Londona, částečně postiženého veterána ‎‎občanské války a otce dvou dcer. Všichni se usadili v Oaklandu, kde Jack navštěvoval základní školu a získával vědomosti četbou knih z místní knihovny. Od dětství četl dobrodružnou literaturu, kterou později začal i sám psát. Matčiny neúspěšné finanční spekulace přiměly Jacka najít si zaměstnání a od jedenácti let pomáhal živit rodinu. Po skončení školy v roce 1889 začal pracovat 12 až 18 hodin denně v místní konzervárně. Půjčil si peníze od chůvy Prentissové, koupil člun jménem ‎Razzle-Dazzle‎‎ a stal se ústřicovým pirátem. Tím začal jeho život dobrodruha a pijáka závislého na alkoholu. Po několika měsících se člun vážně poškodil a London se stal pomocníkem Kalifornské rybí hlídky, která dohlížela na dodržování zákona o rybolovu. V roce 1893 se dal najmout na rybářskou loď, která podél pobřeží Japonska lovila tuleně. Po návratu na pevninu vystřídal několik zaměstnání, pracoval v továrně na konopí nebo jako topič v elektrárně. Přidal se k protestnímu pochodu nezaměstnaných dělníků, který směřoval do Washingtonu ze všech koutů Spojených států a v roce 1894 strávil 30 dní za potulku ve věznici v ‎‎Buffalu.
V Oaklandu začal navštěvovat střední školu a přispíval do studentského časopisu. Obeslal literární soutěž časopisu Morning Call, získal první cenu a svůj první honorář za povídku Tajfun u japonského pobřeží (Story of a Typhoon off the Coast of Japan)  O další povídky už nebyl zájem a London se stal nezaměstnaným tulákem. Cestoval po celé zemi načerno nákladními vlaky a živil se žebrotou. Uvědomil si, že lepší život může dosáhnout jen pomocí vzdělání, které mu umožní opustit fyzickou dřinu. Vrátil se do Oaklandu, studoval spisy socialistických filozofů, vystupoval na dělnických schůzích, vstoupil do Socialistické strany. V roce 1896 začal studovat na univerzitě v Berkeley, ale kvůli nedostatku financí musel v následujícím roce odejít a studium nedokončil. Bezúspěšně se pokoušel nabídnout své další články a povídky různým časopisům. Zážitky z cest Spojenými státy a Kanadou v letech 1892 až 1894 popsal později v autobiografickém románu Cesta (The Road, 1907). V červenci 1897 se London se svým švagrem zapojil do Zlaté horečky na Klondiku. V drsném prostředí onemocněl kurdějemi, nemoc se trvale podepsala na jeho fyzickém vzhledu, ztratil čtyři přední zuby, vydělal peníze a zase o ně přišel. Během 11 měsíců tam však získal bohatý materiál pro své literární dílo.

### Spisovatel a novinář

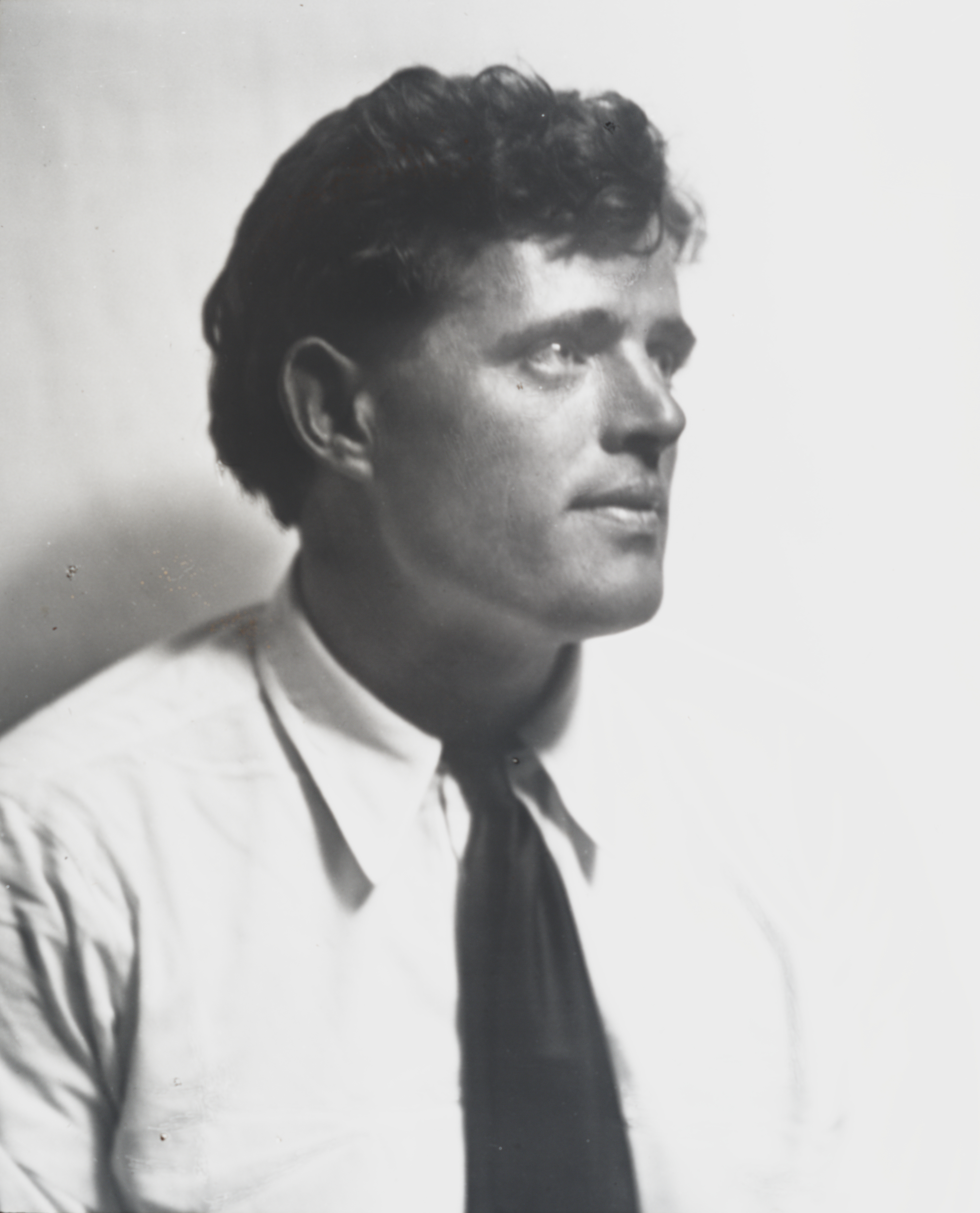
Jack London, fotografie mezi lety 1906–1916

Po návratu do Oaklandu v roce 1898 ho matka podpořila v rozhodnutí plně se věnovat literární kariéře. Zpočátku neměl úspěch – jeho styl psaní byl drsný a nezvyklý a pro vydavatele nepřijatelný. Postupně se však prosadil, nejprve svými povídkami z Aljašky a později vydával i romány. Koncem roku získal honorář od celostátního časopisu Black cat za povídku Tisíc smrtí (A Thousand Deaths) a časopis Overland Monthly zveřejnil jeho povídku Bílé ticho (The White Silence). Postupně vycházely další Londonovy povídky a jejich souborné vydání na jaře roku 1900 pod názvem Syn vlkův (Son of the Wolf) se setkalo s velkým ohlasem. London se stal představitelem moderní americké literatury a získal popularitu u širokého spektra čtenářů zejména díky svým dobrodružným příběhům z divočiny se zvířecími hrdiny a příběhům o těžkém životě obyčejných lidí. V roce 1903 dosáhl světový úspěch s knihou Volání divočiny (The Call of the Wild‎‎).
London byl přesvědčený socialista, dvakrát neúspěšně kandidoval za socialistickou stranu na starostu Oaklandu (1901, 1905). V roce 1902 odjel do Evropy a své poznatky z chudých londýnských slumů zpracoval v reportáži o londýnském East Endu. Cestoval po zemi a přednášel o socialismu a publikoval dvě sbírky esejů o socialismu: ‎‎Válka tříd‎‎ (1905) a ‎‎Revoluce a další eseje‎‎ (1906). ‎Jeho socialistické názory se promítly i do románů jako Železná pata (The Iron Heel, 1908), který je považován za možná nejsilnější socialistický román všech dob. Je řazen do žánru sci-fi. Soudobý editor Penguinu Jonathan Auerbach upozorňuje, že dílo velmi zaujalo Trockého, na nějž mohly udělat velký dojem líčení krutosti hutného a vykrystalizovaného korporátního fašismu a že mohly neblaze působit některé hrdinské a ženské archetypy, ale v zásadě jde o dílo značně prorocké v mnoha aspektech o kapitálu, moci a možnostech a mechanismech společenského vývoje platné dodnes, schopné postulovat nosnou kompetitivní strategii (kterou se inspirovalo například španělské družstvo Mobiot, které dodnes roste, dodnes rozšiřuje své aktivity, vyplácí renty a penze). I díky němu a dalším výrazným autorům této doby vznikla inspirativní díla protagonistů nové ekonomické školy – C. H. Douglase, Henryho George a Silvio Gesella, jež se věnují problému zvanému seigniorage. Socialistické myšlenky uplatnil i v románech Martin Eden (1909) nebo Bílý den (Burning Daylight, 1910). V roce 1916 ze Socialistické strany vystoupil, protože její program považoval za málo radikální.

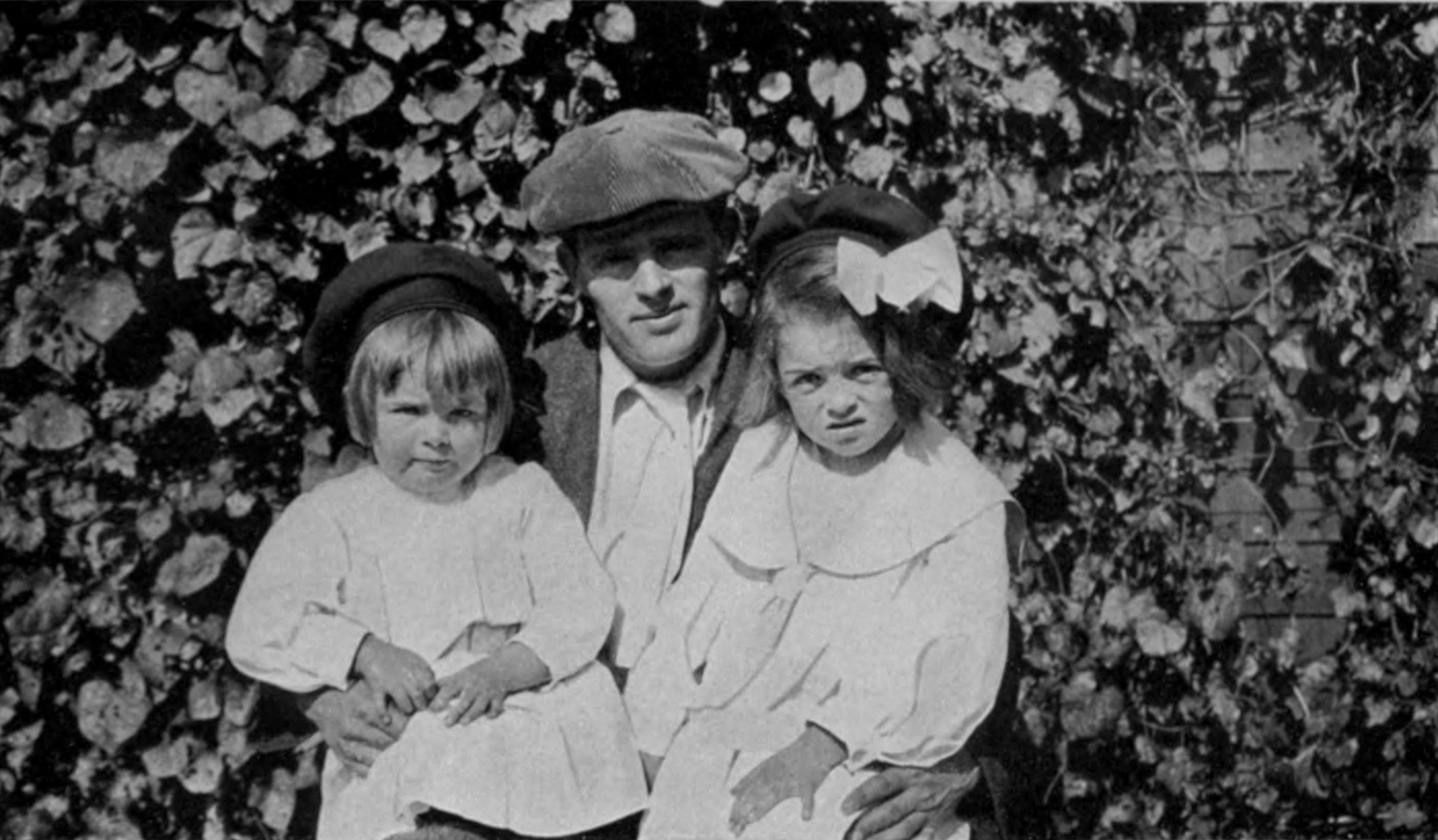
Jack London s dcerami Bess (vlevo) a Joan (vpravo) v roce 1905

V dubnu 1900 se London oženil s Elizabeth Mae (nebo May) "Bessie" Maddernovou, která mu dříve pomáhala při přípravě ke zkouškám na univerzitu a přivedla ho i ke společnému zájmu o fotografování. Usadili se v Piedmontu v Kalifornii, kde se jim narodily dvě dcery: Joan (*1901) a Bessie–Becky (*1902). Manželství s puritánsky založenou Bessie nebylo šťastné, London měl několik mimomanželských vztahů. V červenci 1903 rodinu opustil, protože navázal romantický vztah s jinou ženou, Charmian Kittredgeovou. Přestěhoval se do San Francisca a následující rok se manželé formálně rozvedli.
V roce 1904 působil v Japonsku jako válečný zpravodaj během rusko–japonské války. Byl několikrát zajat, frontu opustil v červnu 1904. Léto strávil s přítelem, básníkem Georgem Sterlingem v Bohemian Grove v rekreační oblasti Monte Rio v Kalifornii, kde měl sídlo soukromý pánský klub známý pod jménem Bohemian Club. Každý rok se v něm scházelo několik nejvýznamnějších mužů z oblasti, umění, vědy i politiky. London byl zvolen čestným členem ‎‎Bohemian Clubu‎‎ a účastnil se mnoha aktivit.

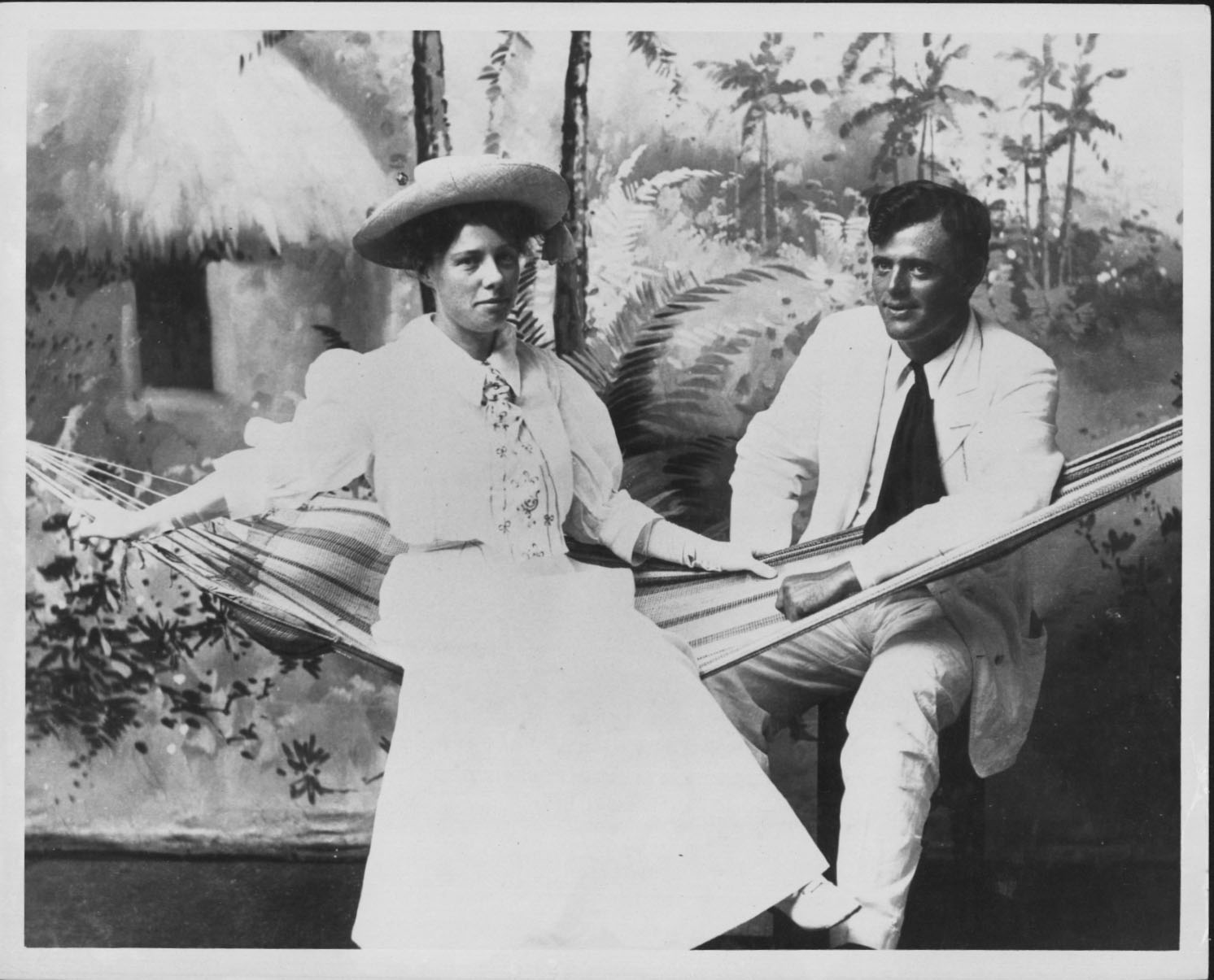
Jack London s manželkou Charmian na Havaji

V roce 1905 se London oženil s Charmian Kittredgeovou, s níž sdílel mnoho společných zájmů. V následujících letech manželé podnikali četné výlety, na své jachtě The Snark několikrát navštívili Havaj, Tichomořské ostrovy a Austrálii. V létě 1911 přejeli Kalifornii a Oregon na voze Studebaker po stopách prvních průkopníků. O několik měsíců později se plavili z Baltimoru podél amerického pobřeží od mysu Horn do Seattlu.
London se pilně věnoval literární činnosti. Psal články do novin o svých cestách a různých aktuálních událostech, jako bylo například zemětřesení v San Franciscu v roce 1906. Jako fotoreportér v průběhu let pořídil tisíce snímků ze svých cest po celém světě. Kromě toho psal prakticky dvě knihy ročně a v nich uplatňoval zkušenosti ze svého pestrého života. Za 18 let napsal asi 50 knih, z toho 20 románů. Postupně se stal známým a uznávaným spisovatelem, ve své době zřejmě nejlépe placeným. Psaní pro něho bylo prostředkem pro získání peněz, ale i když patřil mezi nejlépe placené spisovatele ve Spojených státech, jeho výdělky nikdy nestačily pokrýt jeho výdaje.
Mnoho peněz věnoval na zvelebení ranče v Glen Ellen na východním svahu pohoří Sonoma, který zakoupil v roce 1905. Přebudoval malou chatu na obytný dům a ve vedlejším kamenném domě měl pracovnu, kde psal své knihy. V letech 1910–1913 tam budoval velké kamenné sídlo Wolf House o rozloze 1 400 m², které však dva týdny před nastěhováním bylo zničeno požárem. Celý projekt přinesl Londonovi velké finanční ztráty, které bývají přisuzovány jeho časté nepřítomnosti, špatným manažerským schopnostem i alkoholismu. ‎Ranč je nyní ‎‎národní historickou památkou‎‎ a je chráněn jako Státní historický park‎‎ ‎‎Jacka Londona.‎ 

### Smrt

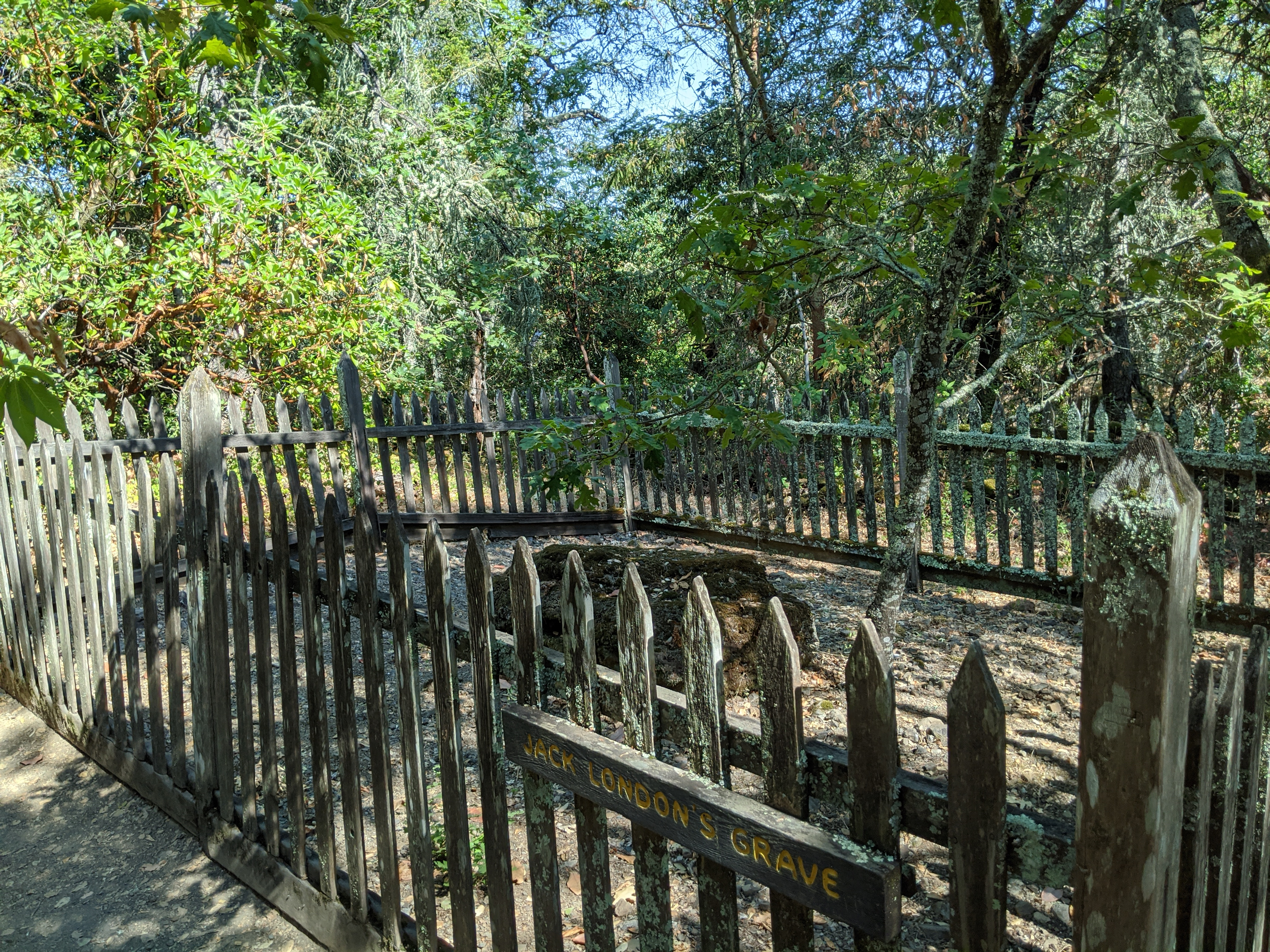
Hrob Jacka Londona a manželky Charmian na ranči v Glen Ellen

Celý život bojoval s alkoholismem (poprvé se opil v pěti letech a od puberty se opíjel pravidelně). Svou závislost výstižně popsal v knize Démon alkohol, která vyšla v roce 1914, dva roky před jeho smrtí. V té době vrcholila v USA abstinenční kampaň a je pravděpodobné, že jeho román přispěl k odhlasování prohibičního zákona. Už v roce 1912 lékaři zjistili, že má vážně nemocná játra a ledviny, zřejmě kvůli nemírnému pití především tvrdého alkoholu. Proti bolestem užíval morfium, jež mu legálně předepsal lékař. Navzdory zhoršujícímu se zdraví zůstal produktivní, napsal velké romány jako jsou Měsíční údolí (The Valley of the Moon) nebo Démon alkohol (John Barleycorn) z roku 1913, Tulák po hvězdách (Star Rover) z roku 1915 a řadu osobitých příběhů odehrávajících se na Havaji a v jižních mořích. Zůstal také politicky angažovaný. S manželkou podnikl cestu na Havaj.
V červenci 1916 se London vrátil na ranč jako nemocný muž. V posledních dvou letech života prodělal záchvaty úplavice, žaludečních poruch a revmatismu. V důsledku alkoholismu trpěl selháním ledvin a byl závislý na lécích, které mu lékaři předepisovali proti bolesti. Zemřel 22. listopadu 1916 ve spánku na verandě svého domu v Glen Ellen ve věku čtyřiceti let. Podle svého přání byl zpopelněn a jeho popel byl uložen pod skálou nedaleko Wolf House. V roce 1955 byl vedle něho uložen i popel manželky Charmian. Hrob označuje velký balvan pokrytý mechem.
V souvislostí s Londonovou smrtí se vyskytly spekulace o možné sebevraždě, lékařská zpráva však uvádí jako příčinu úmrtí akutní selhání ledvin v kombinaci s užíváním morfia. Podle některých spekulací mělo být předávkování záměrné a šlo tedy o sebevraždu. Z vyjádření jeho dcery, z názoru historika a z dopisu, který napsal v den smrti, však vyplývá, že zemřel nešťastnou náhodou.

## Dílo
| název                                                                        | rok  | český název                                           | dostupnost online |
| ---------------------------------------------------------------------------- | ---- | ----------------------------------------------------- | ----------------- |
|                                                                              | 1898 | Z Dawsonu k moři                                      |                   |
| In A Far Country                                                             | 1900 | V odlehlých končinách                                 |                   |
| The Son Of The Wolf                                                          | 1900 | Vlkův syn / Syn vlka                                  |                   |
| To The Man On The Trail                                                      | 1900 | Přípitek muži na stezce                               |                   |
| An Odyssey Of The North                                                      | 1900 | Odyssea severu: Londonovy povídky                     |                   |
| The White Silence                                                            | 1900 | Bílé ticho                                            |                   |
| The God Of His Father                                                        | 1901 | Bůh jeho otců                                         |                   |
| A Daughter Of The Aurora                                                     | 1901 | Dcera polární záře                                    |                   |
| The Cruise of the Dazzler                                                    | 1902 | Plavba šalupy Dazzler                                 |                   |
| Children Of The Frost                                                        | 1902 | Děti mrazu                                            |                   |
| A Daughter of the Snows                                                      | 1902 | Dcera sněhu                                           | audio na YouTube  |
| The Call Of The Wild                                                         | 1903 | Volání divočiny a povídky z Aljašky                   | Dostupné online.  |
| The Kempton-Wace Letters                                                     | 1903 | Dopisy Kemptona a Wace o podstatě lidské lásky        |                   |
| The People Of The Abyss (2 díly)                                             | 1903 | Lidé z propasti                                       |                   |
| Too Much Gold                                                                | 1904 | Zlaté dno                                             |                   |
| The Sea Wolf                                                                 | 1904 | Mořský vlk a jiné příběhy z moře                      |                   |
| The Faith Of Men                                                             | 1904 | Mužská věrnost/Záležitost mužů                        | audio na YouTube  |
| The War Of The Classes                                                       | 1905 |                                                       | Dostupné online.  |
| Tales Of The Fish Patrol                                                     | 1905 | Povídky rybářské hlídky                               | audio na YouTube  |
| The Gang                                                                     | 1905 |                                                       | Dostupné online.  |
| The Great Interrogation                                                      | 1905 |                                                       |                   |
| White Fang                                                                   | 1905 | Bílý tesák                                            |                   |
| The Apostate: A Parable Of Child Labor                                       | 1906 |                                                       | Dostupné online.  |
| Moon-Face And Other Stories                                                  | 1906 | Měsíční tvář                                          |                   |
| Love Of Life                                                                 | 1906 | Láska k životu                                        |                   |
| Scorn Of Women                                                               | 1906 | Opovržení žen                                         |                   |
| All Gold Canyon                                                              | 1906 | Celý zlatý kaňon a jiné povídky                       |                   |
| The Iron Heel                                                                | 1907 | Železná pata a výbor z povídek                        |                   |
| Before Adam                                                                  | 1907 | Před Adamem, Z doby preadamitů                        | Dostupné online.  |
| The Road                                                                     | 1907 | Cesta                                                 | Dostupné online.  |
| Revolution And Other Essays                                                  | 1909 |                                                       |                   |
|                                                                              | 1909 | Martin Eden                                           |                   |
| Lost Face                                                                    | 1910 | Ztracená tvář: Výbor z povídek                        |                   |
| Theft                                                                        | 1910 |                                                       |                   |
| Burning Daylight                                                             | 1910 | Bílý den                                              |                   |
| When Gods Laugh                                                              | 1911 | Když Bůh se směje a jiné příběhy                      |                   |
| The South Sea Tales                                                          | 1911 | Mezi lovci perel: Povídky z jižních moří              |                   |
| The Cruise of the Snark                                                      | 1911 | Plavba na lodi Snark                                  |                   |
| The Apostate                                                                 | 1911 | Odpadlík                                              |                   |
| The Strength Of The Strong                                                   | 1911 | Síla silného                                          |                   |
| Adventure                                                                    | 1911 | Dobrodružství: román z jižních moří                   |                   |
| The House Of Pride                                                           | 1912 | Dům pýchy                                             | Dostupné online.  |
| The Dream Of The Debs                                                        | 1912 |                                                       | Dostupné online.  |
| Smoke Bellew                                                                 | 1912 | Smoke Bellew                                          |                   |
| A Son Of The Sun                                                             | 1912 | Syn slunce                                            |                   |
| Alaska-Kid                                                                   | 1912 |                                                       |                   |
| The Night-Born                                                               | 1913 | Narozen v noci                                        |                   |
| The Valley Of The Moon (2 díly)                                              | 1913 | Měsíční údolí                                         |                   |
| The Abysmal Brute                                                            | 1913 |                                                       | Dostupné online.  |
| John Barleycorn                                                              | 1913 | Démon alkohol / Pan Ječmínek / Paměti pijákovy        |                   |
| Mutiny Of The Elsinore                                                       | 1914 | Vzpoura na lodi Elsinore                              |                   |
| The Star Rover                                                               | 1915 | Tulák po hvězdách                                     |                   |
| The Scarlet Plague                                                           | 1915 | Rudý mor                                              | Dostupné online.  |
| The Turtles Of Tasman                                                        | 1916 | Tasmanovy želvy                                       |                   |
| The Little Lady Of The Big House                                             | 1916 | Malá paní velkého domu                                |                   |
| The Acorn-Planter                                                            | 1916 |                                                       |                   |
| The Human Drift                                                              | 1917 |                                                       |                   |
| Jerry Of The Islands                                                         | 1917 | Jerry z ostrovů                                       |                   |
| Michael, Brother Of Jerry                                                    | 1917 | Michal bratr Jerryho: Román ze světa cvičených zvířat |                   |
| Hearts Of Three                                                              | 1918 | Závody o číslo tři                                    |                   |
| The Red One                                                                  | 1918 | "Rudý bůh"                                            | Dostupné online.  |
| On The Makaloa Mat                                                           | 1919 |                                                       |                   |
| Children of the noth                                                         | 1921 | Děti Severu                                           |                   |
| Dutch Courage                                                                | 1922 |                                                       |                   |
|                                                                              | 1925 | Potulky po ostrovech Jižního moře                     |                   |
| Joe between the pirates                                                      | 1938 | Joe mezi piráty: Dobrodružství na oceáně              |                   |
| Sea, snow and a giant city                                                   | 1963 | Moře, sníh a velkoměsta                               |                   |
| The Letters From Jack London                                                 | 1965 |                                                       |                   |
| Jack London's Reports                                                        | 1970 |                                                       |                   |
| For the gold to north                                                        | 1971 | Za zlatem severu                                      |                   |
| Daughters Of The Rich                                                        | 1971 | Dcery bohatého                                        |                   |
| Jack London's Articles And Short Stories For The (Oakland) High School Aegis | 1971 |                                                       |                   |
| Gold                                                                         | 1972 | Zlato                                                 |                   |
| Between the gold hunters                                                     | 1974 | Mezi zlatokopy                                        |                   |
| Curious Fragments: Jack London's Tales Of Fantasy Fiction                    | 1975 |                                                       |                   |
| Selected Science Fiction And Fantasy Stories                                 | 1978 |                                                       |                   |
| No Mentor But Myself                                                         | 1979 |                                                       |                   |
| Novels And Stories                                                           |      |                                                       |                   |